# John Erik Jensen
John Erik Jensen (født 17. maj 1945 i Nykøbing Falster, Danmark) er en dansk tidligere roer.
Jensen var med i den danske firer uden styrmand ved OL 1968 i Mexico City. Gunner Nielsen, Johnny Algreen Petersen og Mogens Pedersen udgjorde resten af besætningen. Danskerne sluttede på en samlet 10. plads ud af 11 deltagende både i konkurrencen.